# (4633) Marinbica
(4633) Marinbica – planetoida z głównego pasa planetoid okrążająca Słońce w ciągu 5,68 lat w średniej odległości 3,18 au. Odkrył ją Henri Debehogne 14 stycznia 1988 roku w Europejskim Obserwatorium Południowym. Marin Dacian Bica (1970-2013) był rumuńskim profesorem fizyki i astronomii.